# Hygrophila costata
Hygrophila costata är en akantusväxtart som beskrevs av Christian Gottfried Daniel Nees von Esenbeck. Hygrophila costata ingår i släktet Hygrophila och familjen akantusväxter. Inga underarter finns listade i Catalogue of Life.

## Bildgalleri

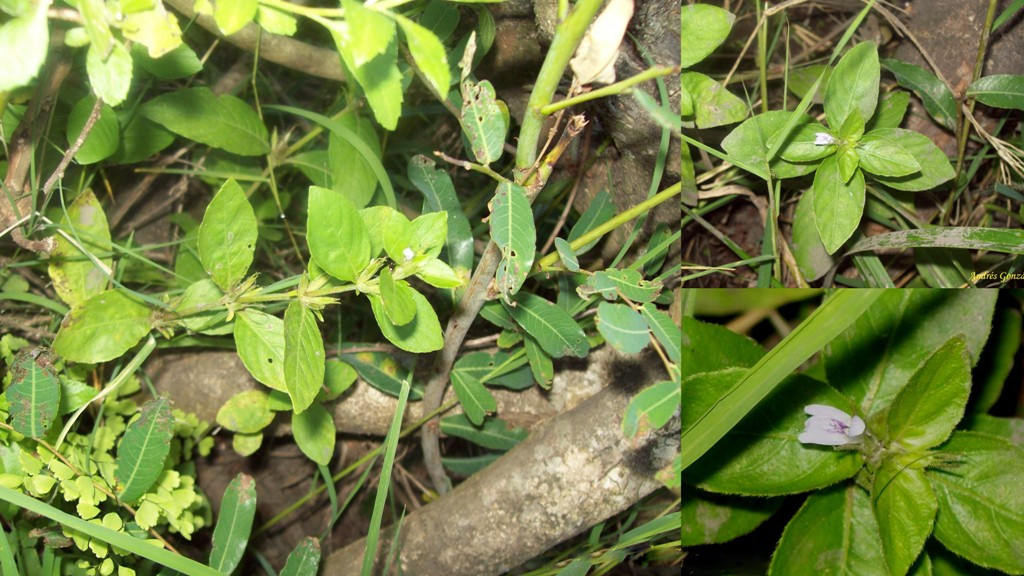